# Centroscyllium nigrum
El tollo diente de peineta (Centroscyllium nigrum) es un escualiforme poco conocido de la familia Etmopteridae. Habita en el Pacífico oriental y alrededor de Hawái. No tiene aleta anal, pero sí espinas dorsales, dos aletas dorsales más o menos del mismo tamaño, hocico puntiagudo, grandes ojos, pequeñas aberturas branquiales y color marrón negruzco con los bordes de las aletas blancos. Su longitud máxima es de 50 cm. Habita cerca del fondo, a profundidades de entre 400 y 1145 m.